# 王燕鑫
王燕鑫（1929年—），字镇树，男，浙江镇海人，中华人民共和国政治人物，曾任宁夏回族自治区人民政府副主席，宁夏回族自治区人大常委会副主任。